# Río Barra Grande (Santa Catarina)
El Barra Grande es un pequeño río brasileño del estado de Santa Catarina. Forma parte de la Cuenca del Plata, nace en el municipio de Cunha Porã, marca el límite entre los municipios de Palmitos y Cunhataí y desemboca en el río Uruguay después de recorrer 25 km.
- Datos: Q3432318